# Massif du Ceahlău
Le massif du Ceahlău (en roumain : Ceahlău, en hongrois : Csalhó) est un massif montagneux de moyenne altitude aux paysages remarquables, sur le territoire administratif du județ de Neamț, dans la région historique de Moldavie (Roumanie). Il fait partie de la chaîne des monts Bistrița qui fait partie des Carpates orientales. Les deux sommets les plus importants sont le Toaca (1 904 m d’altitude) et l'Ocolașul Mare (1 907 m d’altitude). La qualité de sa faune et de sa flore expliquent la présence d'un parc national et de zones naturelles protégées.

## Géographie et géologie

### Situation et topographie
Le massif du Ceahlău est délimité à l'est par la rivière Bistrița et le lac Izvorul Muntelui ou lac Bicaz, au sud par la rivière Bicaz, à l'ouest par les vallées de Jidanului Bistrelor et Pinticul. Il couvre une superficie de 8 400 ha.
Du sud, le principal point d'accès est le village de Izvorul Muntelui, situé à 12 km au nord de la ville de Bicaz. Au nord, le massif de Ceahlău est aussi accessible à partir de la station touristique de Durău à une altitude de 800 m.

#### Principaux sommets

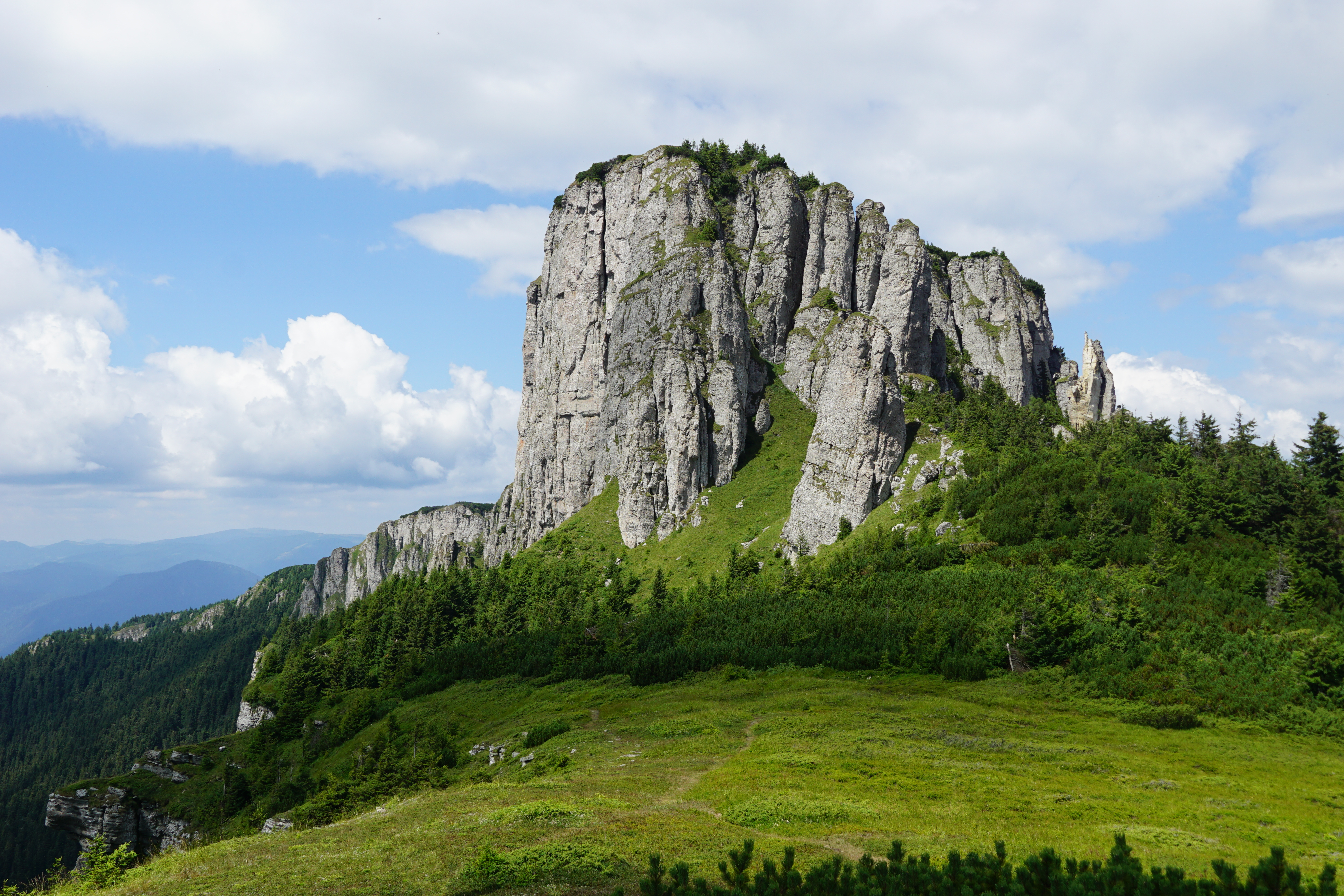
Ocolaṣul Mare (1907 m).

- Ocolaṣul Mare (1 907 m)
- Mont Toaca (1 904 m)
- Mont Lespezi (1 805 m)

### Géologie
Les formations géologiques datant du Crétacé appartiennent à la couche de Ceahlău (à l'ouest et au centre) et à la couche de Teleajen (à l'est dans les zones protégées). Dans la couche de Ceahlău, l'on observe des strates massives de grès, marnes, argiles, conglomérats etc. réparties en rubans striés orientés nord-sud. Dans la masse des conglomérats de Ceahlău, se trouvent intercalés des couches de grès et de calcaires olistolitiques connus sous le nom de klippe. La couche de Teleajen est constituée de plusieurs substrats : strates de Toroclej (argile noire intercalée avec des grès calcaires), strates de Palanca (argile cendrée-verte, grès), strates de Cotumba (grès calcaires) et de Lutu Rosu (marnes, argiles verts et rouges).

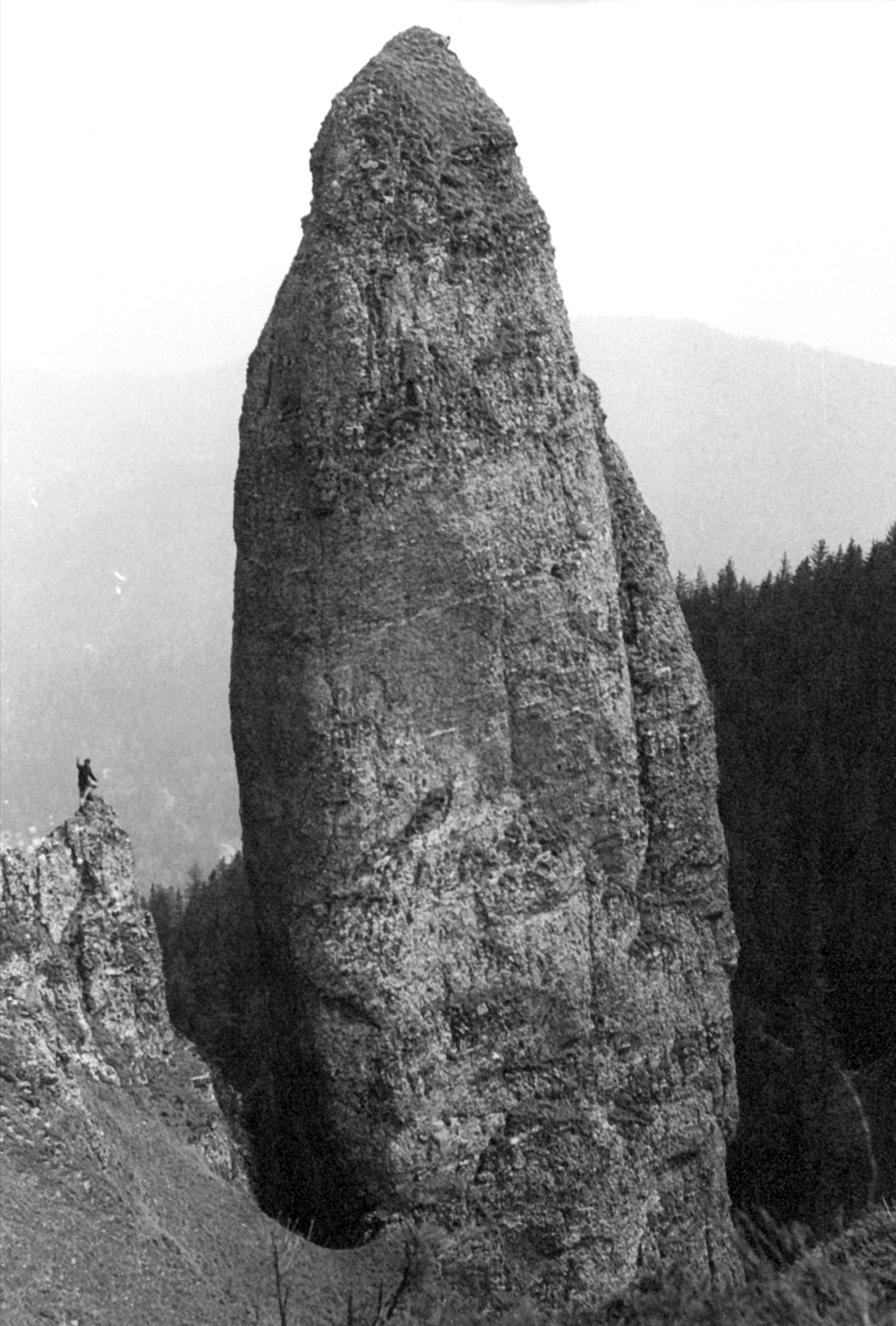
Claile lui Miron.

D'un point de vue morphologique, les parois calcaires ont la particularité d'être striées par des couloirs ou anfractuosités. Le sommet de Piatra Sura – Batca Neagra est imposant par son alignement de barres rocheuses escarpées qui ferme à l'ouest la le plateau pastoral de Stănile.
L'autre grande particularité du massif est constituée par la présence de géomorphosites ou formations rocheuses de taille réduite prenant des formes suggestives :  tours, colonnes, cônes et pyramides de formes ruiniformes résultant de l'érosion des conglomérats ainsi que l'alternance des grès avec les calcaires. Les plus impressionnantes formations rocheuses sont Claile lui Miron (« les colonnes de Miron »), Caciula Dorobantului (« le bonnet de Dorobant »), Panaghia (« la Vierge »), Cetatuia (« la citadelle ») et Calugarii (« les moines »), Detunatele, Dochia, etc..

### Faune et flore

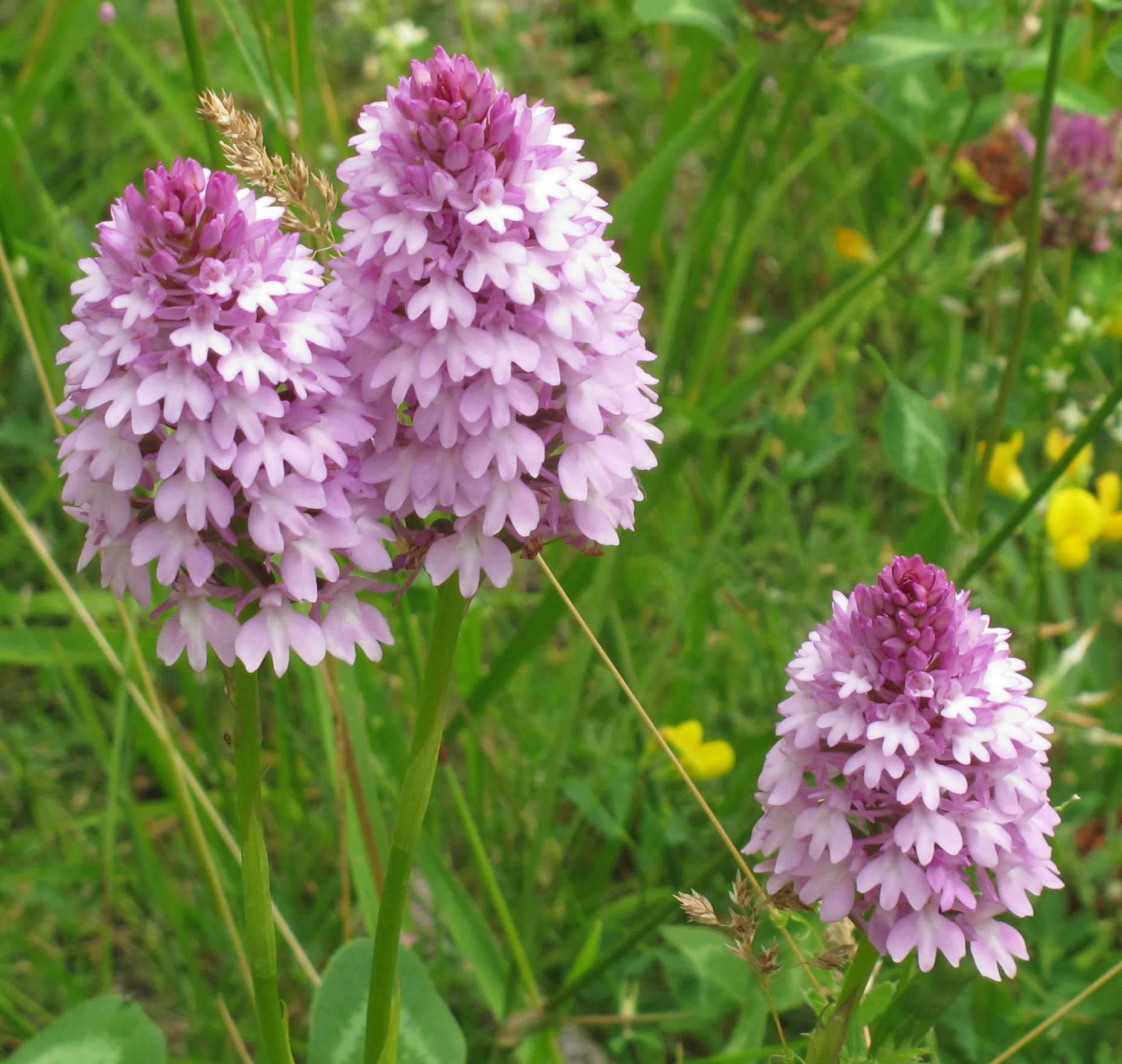
Orchis pyramidal.

Le massif du Ceahlău abrite une grande variété de flore et de faune ; certaines espèces sont endémiques ou rarement vues ailleurs en Roumanie et ont le statut d'espèce protégée.
Au niveau de la faune, on y trouve notamment des sangliers, loups gris, renards, chevreuils, chats sauvages, Lynx, ours, chamois, Grand Tétras, pic noirs, etc.
La flore du massif de Ceahlău, très riche, comprend 1 144 espèces, 62 sous-espèces et 18 espèces hybrides qui appartiennent à 440 genres et à 100 familles botaniques. Parmi les espèces menacées ou vulnérables, l'on identifie la nigritelle rouge et la nigritelle noire, l'orchis pyramidal, la colombine bulgare, l'arnica des montagnes, le sabot de Vénus, la gentiane jaune, l'edelweiss, l'if commun et la massette de Shuttleworth. Les forêts, quant à elles, sont constituées de pins, d'épicéas et de mélèzes carpatiques. 

## Activités

### Tourisme
Le mont Ceahlău est une destination populaire de randonnée en Roumanie. Il y a sept principaux sentiers balisés construits pour les randonneurs et les touristes.  
Une des attractions du massif est la présence de géomorphosites (ou géosites), pitons de rochers spectaculaires ayant acquis une valeur culturelle, historique et esthétique, en raison de leur perception par l’Homme. C'est pour cette raison que des colonnes, obélisques ou cônes de rochers reçoivent des dénominations mythologiques, humaines ou architecturales. 

#### Sites

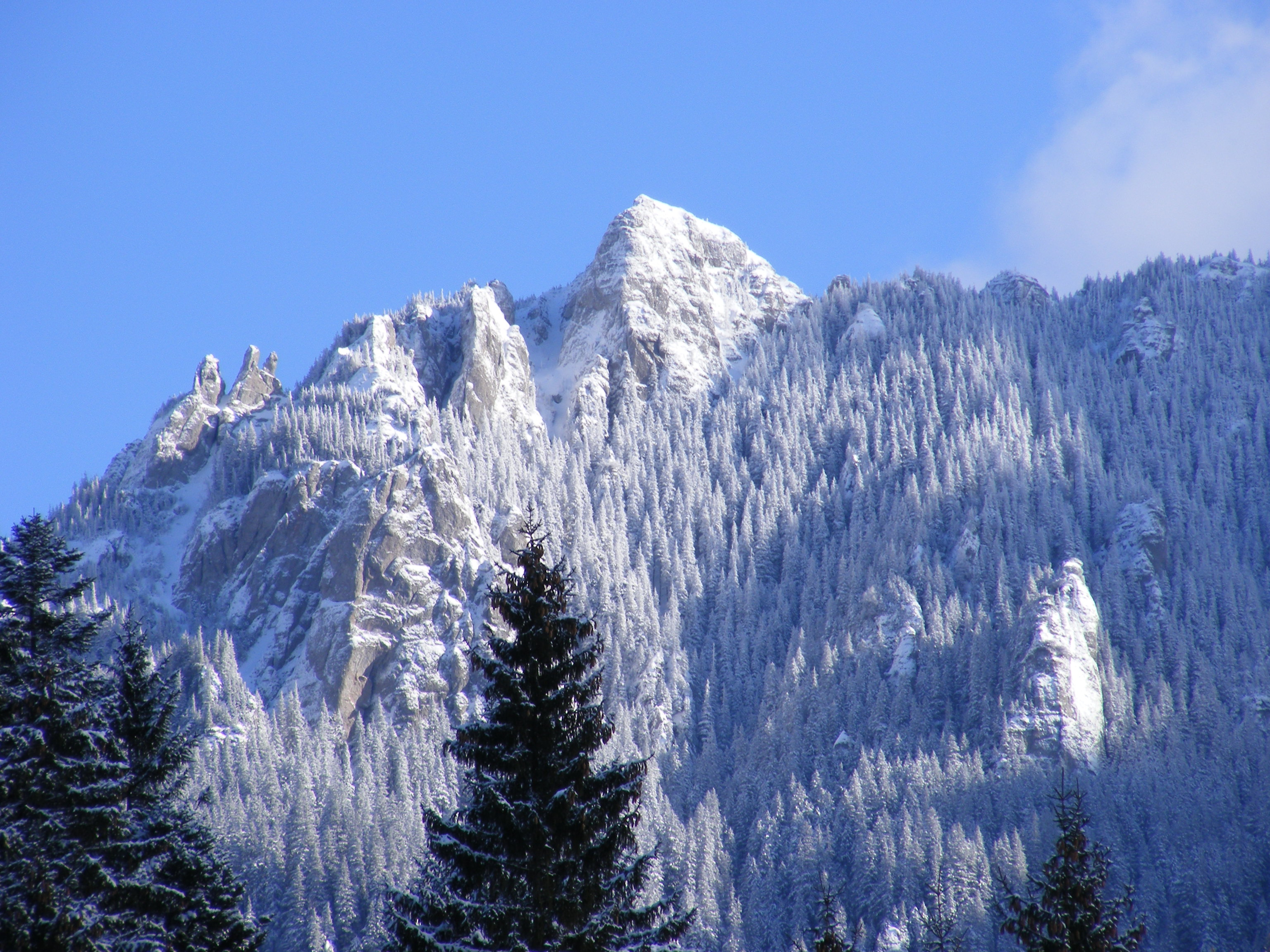
Le massif de Ceahlặu en hiver.

- Cascade Duruitoarea : haute de 25 m
- Rocher de Panaghia : formation rocheuse originale
- Piatra Lacrimata (en roumain : « la pierre qui pleure ») : formation rocheuse originale
- Piatra Lată din Ghedeon : sommet conique
- Pic Ocolașul Mic
- Rocher de Dochia
- Poiana Maicilor (en roumain : « la clairière des nonnes »)
- Poiana Stănile : pâtures (site bucolique)
- Polița cu crini : barre de falaises calcaires striée (zone protégée)
- Gardul Stănilelor : barre de falaises calcaires striée

#### Cabanes
- Cabane Dochia
- Cabane Fântânele
- Cabane Izvorul Muntelui

### Protection environnementale
Le parc national Ceahlău (en roumain : Parcul Național Ceahlău) a été créé pour préserver la faune sauvage et la riche flore endémique du massif ainsi que la beauté des paysages. Il a une surface de 7 742 ha. À l'intérieur de celui-ci, sont inclus les zones naturelles protégées : réserve « Polița cu Crini » (370 ha), cascade Duruitoarea (1 ha) et l'on a créé une zone de recherche scientifique d'une superficie de 5830 ha, comprise entre le complexe Lespezi, Piciorul Șchiop et Scaunele Zeilor - Ocolașul Mare, au sud.